# بينور كايا
بينور كايا (بالتركية: Binnur Kaya)‏ (ولدت في 19 أبريل عام 1972 في مدينة أنقرة) ممثلة تركية.
تخرجت بينور كايا من قسم المسرح بكلية الفنون والموسيقى بجامعة بلكنت في عام 1995. وفيما بعد استقرت بينور كايا في مدينة إسطنبول. عملت بينور كايا في مسرح الطفل باسم «مسرح أنقرة» وفي مسرح بلدية بكيركوي. وكان أول مسلسل تلفزيوني مثلت به هو مسلسل «الحماه». وإنضمت بينور كايا إلى فرقة التمثيل بمركز بشكتاش الثقافي. وكانت بينور كايا واحدة من ضمن فرقة المسلسل الكوميدي «الجانب الأوروبي» في موسم 2007 – 2008. وحازت بينور كايا على جائزة أفضل ممثلة في جوائز يشيلتشام الثالثة وفي جوائز جمعية الكتاب السينمائيين الثانية والأربعون عن دورها في فيلم «فافين» في عام 2010. أما في عام 2014 أنُتخبت بينور كايا كأفضل ممثلة كوميدية عن دورها في مسلسل «لتظل فيما بيننا» في جوائز الفراشات الذهبية الواحدة والأربعون.

## أعمالها

### الأفلام
- النساء يغنون (2013)
- دفتر العائلة السعيدة (2013) أسومان
- فافين (2009) سفيلاي
- يوم القيامة الصغير (2006) فيليز
- أنتي امرأة حياتي (2006) فردوس
- البناء (2003) عائشة
- دبلوم الاختلال (1998)
- أبوزر كادايف (2000)
- ابن المقصف (2000)

### المسلسلات
•الغرفة الحمراء (2020)
•ليظل فيما بيننا (2013) حُسنى
•القرن العظيم (2011) دعائجي خاتون
•المحرز في تركيا (2010) عبيا كوزو
•الجانب الأوروبي (2007 – 2008) شاهيكا كوتشارسلانلي وديلبر كوتشارسلانلي (العمة ديلبر)
•المركز الثاني (2007) أنتيبلي أمينة
•ونش شجر الحور (2007) ممثل ضيف شرف
•العريس الأجنبي (2004) نظيرة دمير
•	غير المتزوجين (2003) بينور
•	هيا لننظر إلى أعلى (2003) دورية
•الحياة الجديدة (2001) جلستان
•سوف تتزوجني؟ (2001) جايا شين أوغلو
•أشعة الشمس (2000) أيلين
•تشارلي (1999) هيجين
•المربية تيلي (1998)
•مزالج الباب الخارجي (1998)
•مسرح المعجزات (1997)
•منزل الأب (1997) مريم
•الحماة (1996) رقية
•شقة الأبرياء (2021-2022)

### المسرحيات
•يكونوا شيوخاً لي
•هل رأيت حشرة النار؟

## الجوائز
•جائزة أفضل ممثلة كوميدية بجوائز الفراشات الذهبية الواحد والأربعون عن فيلم «ليظل فيما بيننا» لعام 2014
•جائزة أفضل ممثلة مسرحية في الأداء بجوائز سياد الثانية والأربعون عن فيلم فافين لعام 2009
•	جائزة أفضل ممثلة بجوائز يشيلتشام عن فيلم فافين لعام 2009
•جائزة الممثلة الشابة بمهرجان بورادا السينمائي الثامن
•جائزة ممثلة العام بجوائز أوسكار وسائل الإعلام من قبل رابطة صحفيين الإذاعة والتلفزيون (24 فبراير عام 2009)
•جائزة أفضل ممثلة كوميدية بجوائز الفراشة الخامسة والثلاثون (15 مايو عام 2008)

## وصلات خارجية
- بينور كايا على موقع IMDb (الإنجليزية)
- بينور كايا على موقع ألو سيني (الفرنسية)
- بينور كايا على موقع أول موفي (الإنجليزية)
- بينور كايا على موقع قاعدة بيانات الفيلم (الإنجليزية)
- بينور كايا على موقع كينوبويسك (الروسية)

•	صفحة السينما التركية
•	صفحة IMDb